# Наурызбай Касымов
Наурызбай Касымов (каз. Наурызбай Қасымұлы; 1822, Кокшетау, совр. Казахстан — 1847, местность Майтобе, совр. Кыргызстан) — казахский батыр, султан-правитель, сторонник и младший брат Кенесары Касымова, руководителя национально-освободительного движения казахов против Российской империи в 1837—1847-х годах. Возглавлял особое повстанческое войско, участвовавшее в набегах на русские гарнизоны, собиравших налог с населения. С самого начала восстания под руководством Кенесары и до его подавления был предан идеям освобождения и создания независимого от Российской империи Казахского ханства. Убит во время похода Кенесары на кыргызского манапа Ормона.
Не путать с Наурызбай-батыром — полководцем Абылай-хана.

## Биография

### Происхождение
Наурызбай происходит из рода казахских потомков Чингисхана — торе. Отец Наурызбая, Касым-султан, был младшим из тридцати сыновей Абылай-хана. Касым имел двух жен. От старшей жены родилось шесть сыновей: Саржан, Есенгельды, Агатай, Бопы, Бучак и Кенесары. А от младшей жены родился только один сын — Наурызбай.

### Национально-освободительное движение
Весной 1838 года вооруженные столкновения казахов с царскими отрядами стали принимать характер более длительных и упорных военных столкновений. Особой ожесточенностью отличалось сражение за Акмолинский приказ произошедшее 14 (26) мая 1838 года. Казахским войском командовали Кенесары-хан, Басыгара-батыр, Агыбай-батыр, Иман-батыр и Наурызбай. Во время штурма крепости в бою погиб Басыгара-батыр, а отряды батыров Агыбая, Имана и Наурызбая по приказу Кенесары сломили сопротивление русского гарнизона и проникли в укрепление. После длительного уличного боя царские отряды потерпели полное поражение.
Летом 1844 года наступление казахов на позиции противников продолжалось с неослабевающим темпом. Шаблон:Cc3 отряды батыров Наурызбая и Агыбая штурмом взяли Екатерининскую крепость, где казахами были взяты в плен около 100 русских солдат и огромное количество трофеев.
В том же году Наурызбай с сотней своих жасаулов прибыл за сбором закята в аулы казахов из рода жаппас. Восставшие против Кенесары-хана (причиной восстания была казнь Кенесары-ханом Алтыбай-бия из рода жаппас) казахи из рода жаппас ночью совершили внезапное нападение на отряд жасаулов Наурызбая и «убили из числа врагов 95 человек».
В 1846 году Кенесары-хан захватил крепость Мерке, в которой командовал сарт по имени Мухаммед-Али. Он вышел на встречу хану и подарил ему знаменитого аргамака по кличке «Кызыл-Ауыз». Кенесары-хан подарил множество вещей Мухаммеду-Али и оставил его по-прежнему командовать крепостью Мерке. Полученного аргамака он подарил Наурызбаю, который ездил на нём в последние годы восстания. Этого коня певцы прославляли следующими стихами:
В день битвы испытывается годность

джигита и коня…

Умершему человеку нет возврата

в этот мир!

Был между кара-киргизами славный

батыр Бедер, внук Каная.

Он выехал, вызывая на единоборство

Наурызбая,

Наурызбай вышел на бой с ним

на статном коне Кызыл-Ауыз.

На этот раз один Бог помог Наурызбаю…

Когда они сошлись лицом к лицу,

когда сломали копья,

Бедер батыр полетел со своего коня,

как падает тюбетейка с головы.
Весной 1847 года казахское войско вторглось в кыргызские земли, отряды казахов до трёх дней разоряли аулы кыргызов. В этот раз особенно отличились батыры Ержан (сын Саржана) и Наурызбай. Отделившись от основного войска, они в течение трёх дней преследовали кыргызов по горам, по направлению к перевалу Кара-Кистак-Шунгир, разбивали их и отнимали у них скот. В ходе преследования они столкнулись с отрядами манапов Джантая и Ормона. Кыргызы со всех сторон стреляя с ружей и бросая с вершины горы большие камни обратили казахов в бегство и сами стали преследовать их. Наурызбай на своем Кызыл-Ауызе напал на преследователей и оттеснил их назад. Наурызбай 5 раз оттеснял кыргызские отряды, но лошадь Ержан-султана не могла спуститься с горы, и Ержан в конце концов был взят в плен.

Во время битвы при Майтобе когда кыргызы окружили казахское войско, Наурызбай предложил свой вариант прорыва из окружения:
Дайте мне двести годных к бою джигитов под начальством Курмана батыра из рода тама и Агыбая батыра. С этими двумя сотнями я ударю на строй кара-киргизов и пробью его. Хотя они и многочисленны, но это ведь те самые кара-киргизы, с которыми мы сражаемся каждый день. Вы же с главным войском двинетесь за мною и пройдете через открывшуюся дорогу. Потом мы будем отступать, продолжая бой.
Он был одобрен всеми, кроме Кенесары-хана. Сражение продолжалось, но вдруг Кенесары оказался в плену у кыргызов. Казахское войско было окончательно разбито и лишь немногие сумели спастись бегством. Обе стороны потеряли много людей. Когда битва была проиграна и Наурызбаю предложили спасти свою жизнь бегством, сказав что хана уже не вызволить из плена, Наурызбай ответил: «Либо, сражаясь, спасу брата, либо с ним погибну вместе». Наурызбай также как и Кенесары, после долгого нахождения в плену, был казнен кыргызскими манапами.

## Память
В память о подвигах Наурызбая была сложена народная песня «Наурызбай батыр», ярко описывающая победы казахов в годы восстания. Характеризуя её, известный знаток казахской музыки — А. В. Затаевич писал:
Это — эпическое сказание, эскиз для могучего финала казахской симфонии. Это вступление, подготовляющее могучие унисоны, рисующее торжественный въезд и победную мощь любимого казахского героя.